# Достойнов, Алексей Ильич
Алексей Ильич Достойнов (Пустой шаблон {{ВД-Преамбула}} ) — российский и швейцарский хоккеист, нападающий.

## Биография
Сын бизнесмена, который работал в Москве и Нью-Йорке. Через несколько лет после рождения с родителями переехал к старшей сестре в США. В возрасте 10 лет семья переехала в Швейцарию.
Начинал заниматься хоккеем в клубе «Лайонс» Цюрих. В сезоне 2005/06 провёл один матч за «Дюбендорф» и три — за ярославский «Локомотив-2» в плей-офф первой лиги. Приглашался на просмотр в московское «Динамо» и «Химик», но уехал в Северную Америку. Выступал там за команды низших лиг «Су-Фоллс Стампид» (2006/07), «Огайо Блю Джекетс» (2006/07 — 2007/08), «Китченер Рейнджерс» (2007/08 — 2008/09), «Непин Рейдерс», «Сент-Джон Си Догз», «Гатино Олимпик» (все — 2008/09). Концовку сезона-2008/09 провёл в швейцарском клубе «Биль-Бьенн». Сезон-2009/10 отыграл за команду Университета Райерсона (Торонто). В Швейцарии выступал за «Лозанну» (2010/11 — 2012/13), «Берн» (2013/14), «Амбри-Пиотту» (2014/15).
Летом 2015 года был на просмотре в клубе КХЛ «Автомобилист» Екатеринбург, 12 августа подписал контракт. 23 ноября был обменян в «Металлург» Новокузнецк. 26 января перешёл в «Биль-Бьенн». 11 мая 2016 года подписал контракт с «Витязем», который в апреле выменял права на Достойного у «Металлурга». Сезон-2016/17 начал в клубе ВХЛ ТХК. В ноябре провёл три матча за «Витязь», и 1 декабря контракт был расторгнут. Через два дня подписал соглашение с «Лангнау Тайгерс». В сезонах 2021/22 — 2022/23 выступал за «Клотен».
Чемпион OHL (2007/08).